# Naomi Mataʻafa
Naomi Mataʻafa (Apia, 29 aprile 1957) è una politica samoana, primo ministro di Samoa dal 24 maggio 2021; è la prima donna a ricoprire la carica del capo del governo del Paese insulare.

## Biografia
Il padre di Naomi Mata'afa, Fiamē Mata'afa Faumuina Mulinu'u II, era un capo della nobiltà samoana tradizionale, e fu Primo ministro dal 1959 al 1970 e nel 1975. Detiene il titolo di Mata'afa, diventato il cognome della figlia, uno dei 4 maggiori titoli delle famiglie reali, detto il Tama Aiga delle Samoa. Ha anche il titolo onorifico di Fiamē, un titolo di matai, ereditato dalla figlia. La madre è Laulu Fetauimalemau Mata'afa, onorevole e ambasciatrice delle Samoa in Nuova Zelanda dal 1993 al 1999. È figlia unica della coppia.

### Carriera politica
Dopo la morte di suo padre avvenuta nel 1975, è designata con il titolo di Fiamē (titolo matai di capofamiglia) da Lotofaga. Nel 2008, riceve il titolo supremo di Faumuina e nel 2014, diventa Fiamē Naomi Mata’afa, Masiofo Amelia Mata’afa Iosefo.
- 1991-2006: Minister of Culture, Youth and Sports, prima donna ministro delle Samoa
- 1995-2006: Minister of Education
- 1995-2001: Minister of Labour
- 1997-2001: Second in Cabinet (seconda nel governo)
- 2001-2011: Third in Cabinet (terza nel governo)
- 2006-2011: Minister of Women, Community and Social Development, la Public Service Commission, il Remuneration Tribunal e lo Ombudsman’s Office
- 2011-2016: Minister of Justice and Court Administration
- 2016-2020: Deputy Prime Minister and Minister of Natural Resorces and Environment (vice Primo ministro).

### Elezione a Primo ministro
Il partito FAST a cui a aderito nel 2020, dopo essere stata membro del governo di Sa'ilele Malielegaoi dal 1991 e vice Primo ministro dal 2016, vince di misura le elezioni del 2021, con 25 deputati più uno, contro i 25 della precedente maggioranza. La Corte suprema conferma questa vittoria (26 a 25) e ritiene che il Fono (parlamento) deve essere convocato entro i 45 giorni previsti dalla Costituzione delle Samoa, con diverse decisioni di cui l'ultima presa di domenica, il 23 maggio 2021. Lo Speaker uscente del Fono rifiuta però di aprire la seduta e Naomi Mata'afa tiene la seduta fuori dal parlamento per farsi riconoscere il 24 maggio come Primo ministro dai 26 deputati presenti (l'ex maggioranza non è presente).